# Amusementshoorspel
Het amusementshoorspel onderscheidt zich van de andere hoorspelgenres door de aard.
- Het beoogt de luisteraar te verstrooien en te vermaken.
- Gesproken teksten en geluiden worden in het algemeen (grotendeels) geïmproviseerd.

In een amusementshoorspel proberen de makers hun verhaal en grappen uit te drukken in geluid en gesproken tekst. De luisteraar mag daarbij zelf het beeld bedenken. Vaak is er geen vast script.

## Bekende Nederlandse amusementshoorspelen
Bekende Nederlandstalige amusementshoorspelen zijn:
- Dik Voormekaar Show (RNI/NCRV/TROS);
- Ronflonflon (VPRO)
- Abel, waar is je broeder? (VARA)
- Atelier (hoorspel) (VARA)
- Anabasis (hoorspel) (VARA)
- Anna Laub (VARA)
- Alleen maar nieuwsgierig (VARA)

## Bekende buitenlandse amusementshoorspellen
- De Muppetshow, te beluisteren op lp en cd.